# Lądowisko Pruszcz-Aeroklub
Lądowisko Pruszcz-Aeroklub – lądowisko wielofunkcyjne w Pruszczu Gdańskim, w województwie pomorskim, położone na północ od betonowego pasa startowego wojskowego lotniska Pruszcz Gdański. Lądowisko należy do Aeroklubu Gdańskiego.
Lądowisko powstało w 2013. Figuruje w ewidencji lądowisk Urzędu Lotnictwa Cywilnego, dysponuje trawiastą drogą startową o długości 1200 m.